# Maschinenbau-Gesellschaft Heilbronn
Die Maschinenbau-Gesellschaft Heilbronn (MGH) war ein Unternehmen, das dampfbetriebene Maschinen, aber auch andere Produkte hergestellt hat. Die bekanntesten Erzeugnisse waren Lokomobile, Tenderlokomotiven, Straßenwalzen und Pfluglokomotiven.

## Gründung

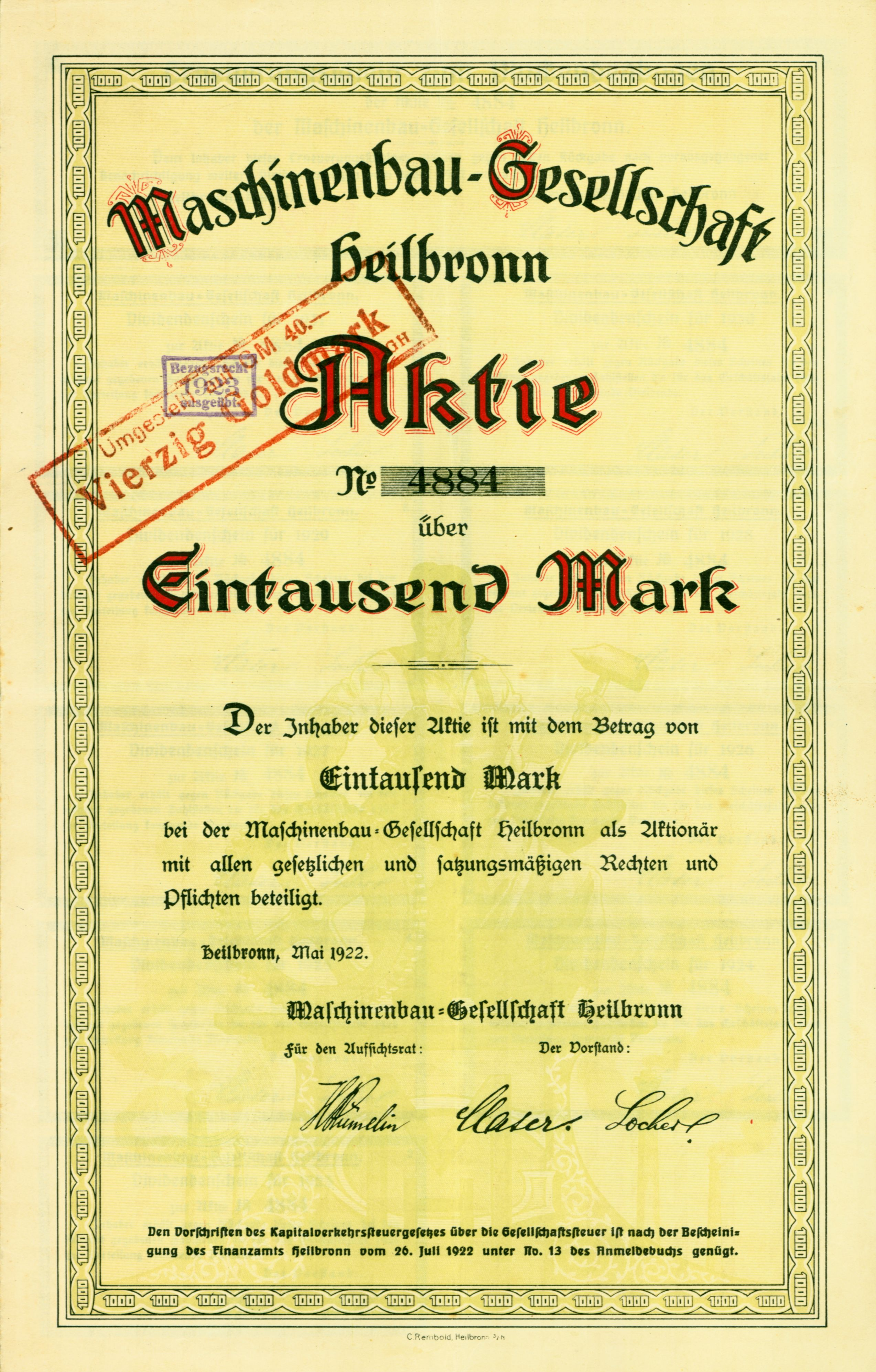
Aktie über 1000 Mark der Maschinenbau-Gesellschaft Heilbronn vom Mai 1922

Im Jahr 1854 zog die Firma Hahn & Goebel Maschinenfabrik mit Eisengießerei von Billigheim bei Mosbach nach Heilbronn um. Der Name der Firma wurde in Hahn & Goebel, Maschinen-Baugesellschaft, Heilbronn geändert. Heilbronn hatte günstige Verkehrswege zu bieten: Seit 1848 existierte die Württembergische Nordbahn von Stuttgart nach Heilbronn, und schon seit dem Mittelalter verfügte Heilbronn über den größten Neckarhafen in Württemberg. Auch waren die neuen Arbeitsplätze der Maschinenfabrik im aufstrebenden Heilbronn des 19. Jahrhunderts hochwillkommen.
In den ersten Jahren fertigte man kleinere Portalkräne und stationäre Dampferzeuger. Offenbar recht erfolgreich, denn drei Jahre später stockte man das Kapital des Unternehmens auf. Deshalb wurde die Firma in eine Aktiengesellschaft umgewandelt, eine der ersten in Württemberg. Der Name wurde 1857 in Maschinenbau-Gesellschaft Heilbronn geändert. Die amtliche Abkürzung MGH entstand in dieser Zeit. Hauptinvestor war die Bank für Handel und Industrie aus Darmstadt. Württembergische Geldinstitute waren damals nicht in der Lage, in dieser Weise aufstrebende Industriebetriebe zu unterstützen, und das damalige Königreich Württemberg förderte vorrangig die Maschinenfabrik Esslingen. Das Aktiengrundbuch ist heute noch im Original erhalten und gehört zu den ältesten seiner Art in Deutschland.

## Lokomobile
Im Jahr 1858 fertigte man den ersten, noch recht kleinen mobilen Dampfkessel für das königliche Hofkameralamt in Stuttgart. Dieser leistete 4 PS und hatte einen Kesseldruck von 4 atü. Mit solchen Aufträgen erarbeitete sich das junge Unternehmen langsam das Grundwissen über den Bau von Dampfkesseln bei Fahrzeugen. Angestrebt wurde der Bau von Dampflokomotiven. In der Folgezeit entstanden bis 1893 insgesamt 18 nicht selbstfahrende Lokomobile.

## Lokomotiven

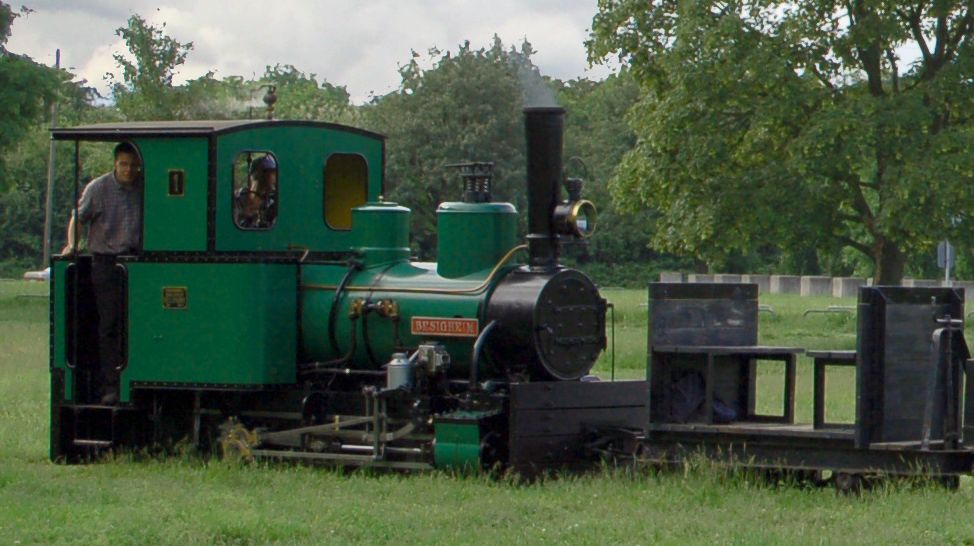
Eine heute im Frankfurter Feldbahnmuseum erhaltene Lokomotive der MGH, Baujahr 1900

1861 wurden die ersten Loks ausgeliefert. Gebaut wurden Tenderlokomotiven, überwiegend in Schmalspur von 420 mm bis 1100 mm. Verwendet wurden solche Dampflokomotiven auf Großbaustellen von Bahnverwaltungen, in Häfen, Sandgruben, Steinbrüchen, Ziegeleien, Zuckerfabriken und bei Torf- und Moorbahnen. Der Betriebsalltag für solche Lokomotiven war rau. Die Dampfloks hatten schnelles Aufheizen des Kessels, nachlässige oder unterlassene Wartung sowie eine höhere Entgleisungsgefahr zu verkraften und mussten so entsprechend stabil konstruiert und gebaut werden. Die Strecken für diese Lokomotiven waren oft provisorisch angelegte Feldbahnen.
Erst nach und nach konnte sich die MGH einen Kundenstamm aufbauen. Die wichtigsten Kunden waren:
- Der Lokomotivhändler Weidknecht in Paris verkaufte die Heilbronner Lokomotiven in alle Welt. Eine so vertriebene Lok konnte 1965 noch beim Erzabbau in Neu-Kaledonien angetroffen werden.
- Der Baukonzern Philipp Holzmann benötigte Lokomotiven für seine Großbaustellen. Beim Bau der Bagdadbahn wurden beispielsweise elf Lokomotiven der MGH im Osmanischen Reich eingesetzt.
- Die Königlich Württembergischen Staats-Eisenbahnen bezog zunächst drei Baulokomotiven in Schmalspur und erst später Lokomotiven in Regelspur für den normalen Fahrbetrieb aus Heilbronn. Von den Normalspurlokomotiven wurden 10 Württembergische T, 51 Württembergische T 3 und als größte Dampflok vier Württembergische T 5 gebaut. Die zweiachsige Württembergische T war eine Eigenkonstruktion der MGH. Die anderen Lokomotiven wurden in Lizenz gebaut.

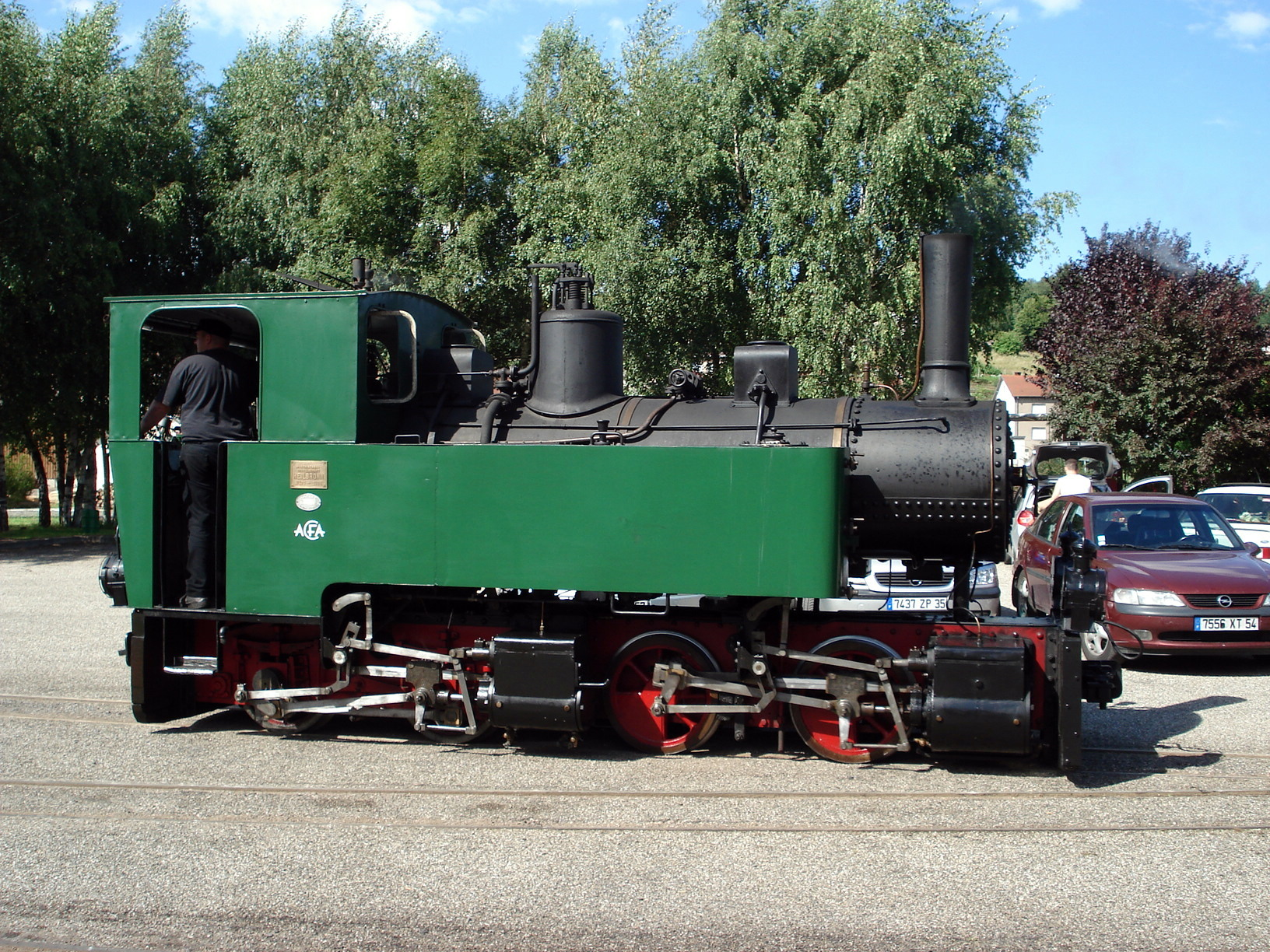
Mallet-Lokomotive Maschinenfabrik Heilbronn n°476

1907 wurde die einzige Mallet-Lokomotive mit der Nr. 476 an die Kaiserliche Oberförsterei in Metz (Lothringen, heute Frankreich) geliefert. Noch in den 1950ern wurde die Maschine bei der Holzabfuhr verwendet. 1968 kam sie zur Museumsbahn Waldbahn von Abreschviller und zieht heute noch gelegentlich Touristikzüge.
Bemerkenswert ist, dass die Maschinenbaugesellschaft Heilbronn nie einen Gleisanschluss besaß. Für die Lieferung wurden die Lokomotiven auf einen Schwerlasthänger verladen und anfangs mit bis zu zwölf Pferden, später mit einer werkseigenen Pfluglokomotive als Zugmaschine auf der Straße zum Heilbronner Bahnhof befördert. Für die Ablieferung der T 5 musste ein provisorisches Gleis von Firmengelände der MGH zum Bahnhof verlegt und wieder demontiert werden. Die Loks waren für einen Straßentransport zu schwer. Die Normalspurlokomotiven wurden oft auf den Gleisen der Südwestdeutschen Salzwerke Probe gefahren.
Zwar hatte man die lange ersehnten, prestigeträchtigen Aufträge von der württembergischen Staatseisenbahn bekommen, aber die Fertigungskapazitäten waren speziell mit der T 5 überfordert. Erschwerend kam hinzu, dass ab 1914 viele Fachkräfte als Soldaten für den Ersten Weltkrieg eingezogen wurden. Auch konnte die MGH nicht die aus militärischen Gründen nachgefragten großen Güterzuglokomotiven bauen. So wurde 1917 beschlossen, den Lokomotivbau einzustellen.
Die MGH hatte schon immer parallel zum Lokomotivbau als Serviceleistung die Wartung und die Reparatur von Schmalspur- und kleineren Regelspurdampfloks angeboten. Für solche Arbeiten bekam sie Aufträge von privaten Eisenbahngesellschaften bis Ende der 1950er Jahre. Auch Lokomotiven, die nicht von der MGH hergestellt wurden, wurden auf diese Weise betreut.
Insgesamt hat die MGH 606 Lokomotiven hergestellt. Es waren 595 Dampflokomotiven, zwei mit Akkus betriebene Lokomotiven, eine Lok mit Benzinmotor und acht elektrisch betriebene Lokomotiven, bei denen die MGH nur den mechanischen Teil gefertigt hat und die dann bei den Werken Felten & Guilleaume in Frankfurt die elektrische Ausrüstung erhielten und dort ausgeliefert wurden.

## Straßenwalzen

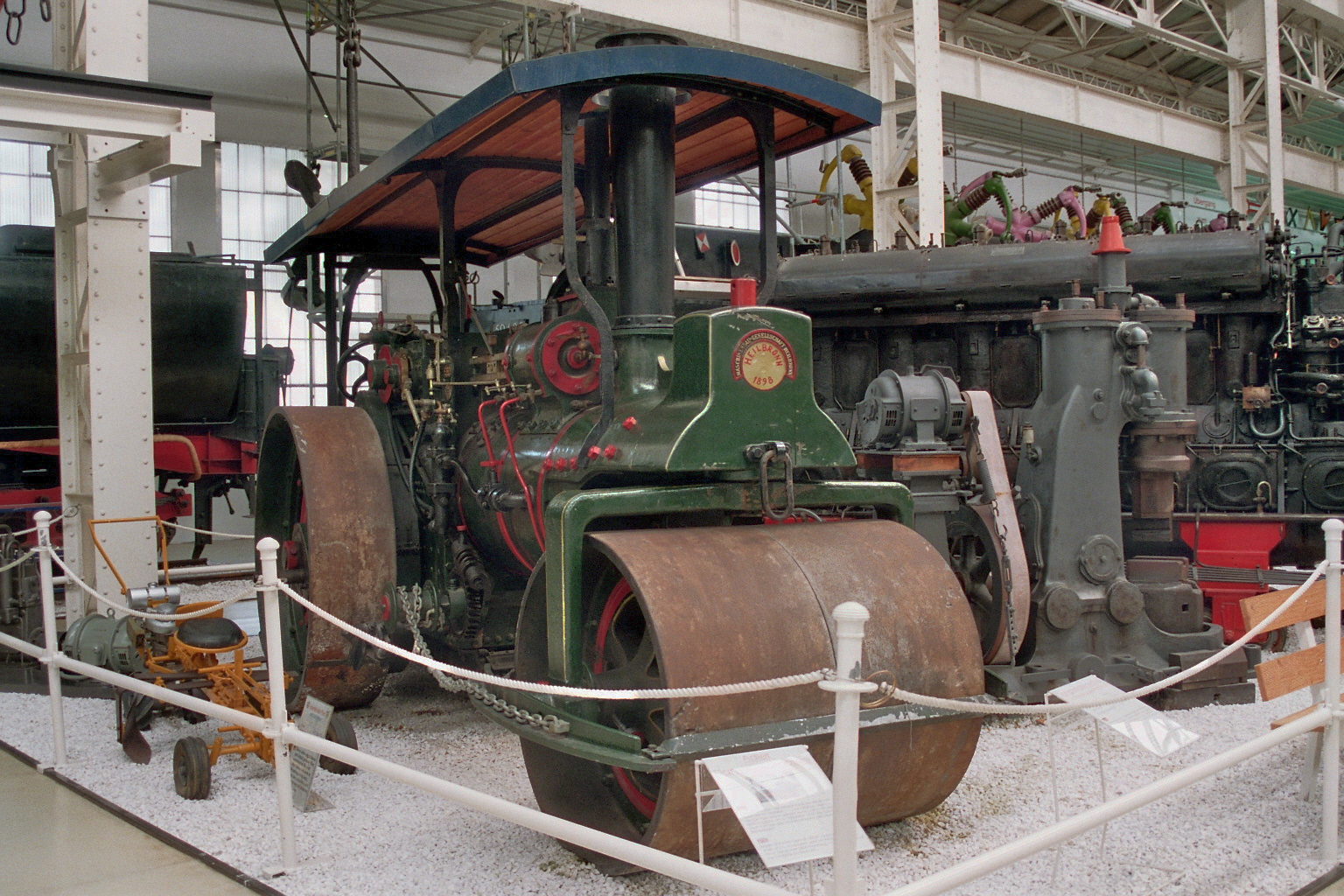
Von der Maschinenbau-Gesellschaft Heilbronn hergestellte Dampfwalze im Technik-Museum Speyer

Über Philipp Holzmann kaufte die MGH 1885 eine Dampfwalze von Aveling & Porter. Einerseits wollte man sich die Technik des Walzenbaus aneignen, andererseits versprach die Vermietung der Straßenwalzen ein einträgliches Geschäft. Die wachsende Produktion der Industrie und die ersten Automobile verlangten nach gut ausgebauten Straßen.
Die Produktion begann mit Walzen, die ab 1887 zunächst von der MGH vermietet wurden. 1889 wurde die erste Dampfwalze verkauft. Kunden waren Stadtverwaltungen, Behörden für den Straßenbau und Baufirmen. Die MGH bot auch ein komplettes Programm von Begleitanhängern wie Wohnwagen, Kohlewagen, Wasserwagen, Pumpenwagen, Sprengwagen, Straßenaufreißern etc. an.
1935 wurde die letzte Dampfwalze ausgeliefert. Die Vermietung der Dampfwalzen erfolgte noch bis 1957. Es wurden 139 Straßenwalzen von der MGH gebaut, davon eine mit Dieselantrieb und eine mit einem Motor für Spiritusantrieb, die nach Kuba geliefert wurde.

## Pfluglokomotiven
Die dampfgetriebenen Antriebsmaschinen für einen Dampfpflug wurden immer paarweise als Satz, meist zusammen mit Ausrüstungsteilen wie Pflug, Wasserwagen, Egge, Gerätewagen etc. an einen Kunden verkauft. Beim Pflügen mussten sie zusammen verwendet werden. Sie standen aufgrund des hohen Gewichts gegenüber an den Rändern des Feldes. Ein Stahlseil lief zwischen den beiden Maschinen und zog mit der Dampfkraft den angehängten Pflug über die Erde. Von 1913 bis 1928 wurden von der MGH 37 Paare gefertigt und bis 1939 an landwirtschaftliche Großgutsbesitzer und Genossenschaften verkauft. Die MGH hielt einzelne Pfluglokomotiven für Demonstrationszwecke und als Zugmaschinen für Schwertransporte zum Verladebahnhof vor. 

## Brückenbau in Heilbronn
1867 wurde die Heilbronner Neckarbrücke von der MGH fertiggestellt. Sie verband das damals junge Bahnhofsviertel westlich des Neckars mit dem Zentrum von Heilbronn, der Kramstraße, die später im Jahre 1897 zur Kaiserstraße wurde. Es war eine Stahlbogenbrücke. Eine zweite Brücke in Stahlgitterbauweise wurde 1878 am Götzenturm nach Westen zwischen der Altstadt und dem neueren Industriegebiet südlich des Bahnhofs errichtet. Im Volksmund wurde sie Eiserner Steg genannt. Beide Brücken lagen in der Nähe des Werks und demonstrierten über Jahrzehnte hinweg eindrucksvoll das Können der MGH.
Beide Brücken wurden im Zweiten Weltkrieg zerstört. Die Brücke am Götzenturm fiel dem Luftangriff auf Heilbronn am 4. Dezember 1944 zum Opfer, und die Heilbronner Neckarbrücke wurde von der Wehrmacht beim Rückzug am 2. April 1945 gesprengt, um die alliierten Gegner auf der Westseite des Neckars festzusetzen. Heute steht an ihrer Stelle die Friedrich-Ebert-Brücke.

## Entwicklungen bis zur Gegenwart

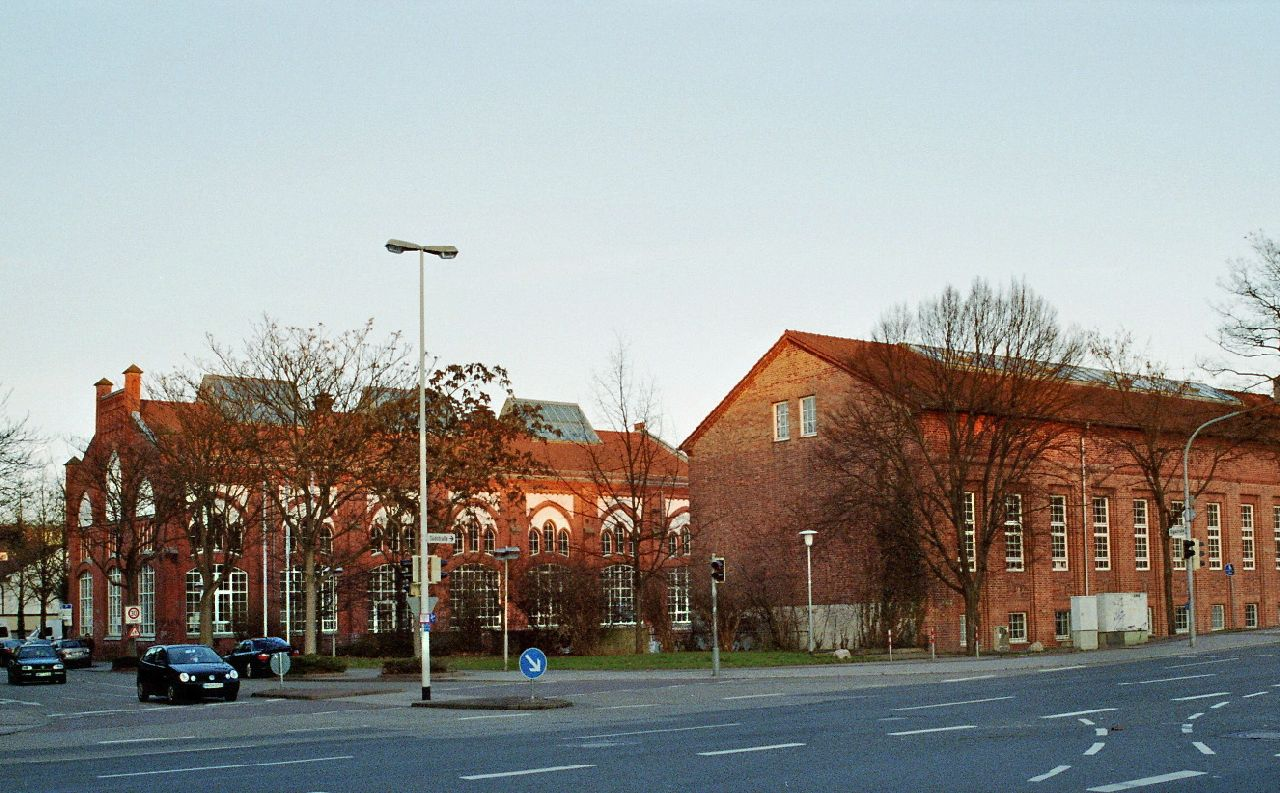
Der ehemalige Standort der Maschinenbaugesellschaft Heilbronn in der Olgastraße, heute das städtische Jugendzentrum. Links die denkmalgeschützte frühere Montagehalle.

Ab 1927 stellte die MGH für die noch junge Motorradindustrie Einzylinder-Zweitaktmotoren her. Da man nach den Vorgaben der beiden Konstrukteure Xaver und Richard Küchen arbeitete, wurden die Motoren als K-Motoren bezeichnet. Von 1927 bis 1936 wurden 40 000 Einzylinder-Zweitaktmotoren gebaut. Abnehmer waren namhafte Firmen wie Zündapp, Victoria und Triumph. In den 1930er Jahren fertige man für kurze Zeit dreirädrige Transporter und Kleinlastwagen, die mit den selbst hergestellten Motoren angetrieben wurden.
1937 wurde die Aktiengesellschaft Maschinenbau-Gesellschaft Heilbronn wegen finanzieller Schwierigkeiten zur GmbH umgewandelt. Die MGH löste sich von der zunächst erfolgreichen Motorenfertigung und stabilisierte sich mit Reparaturaufträgen und Einrichtungen für andere Firmen im Umland. Man wandte sich nach und nach dem Bau von Maschinen für Industriebetriebe zu. Die Wartung, Reparatur und Ersatzteilfertigung für die Dampftechnik wurde zunächst beibehalten.
Der Zweite Weltkrieg brachte viele Schäden im Werk mit sich, aber auch einige Reparaturaufträge, die das Überleben des Unternehmens ermöglichten. Seit 1950 nennt die Firma sich Heilbronn Maschinenbau GmbH & Co. Sie stieg in die Herstellung von Maschinen für die Blechbearbeitung ein und baute ihre Produktpalette kontinuierlich aus. Das Angebot reichte von mechanischen Exzenterpressen mit bis zu 12000 kN Presskraft über Bandanlagen bis zur kompletten Fertigungsstraße.
1982 wurde aus Platzgründen der historische Firmensitz in der Olgastraße 45 aufgegeben und ein moderner Bau im Industriegebiet Böllinger Höfe nordwestlich von Heilbronn bezogen. Am alten Standort ist noch die frühere Montagehalle aus dem Jahr 1904 und ein weiteres ehemaliges Fabrikgebäude vorhanden. Heute befindet sich dort das Olga-Jugendzentrum. Die Montagehalle steht als Maschinenfabrik unter Denkmalschutz.
Nach zunehmenden Schwierigkeiten musste die Heilbronn Maschinenbau am 14. Juni 2007 wegen Überschuldung Insolvenz anmelden. Nach Reduzierung der Mitarbeiterzahl von 70 auf 55 konnte der Geschäftsbetrieb unter Leitung eines Insolvenzverwalters zunächst weitergeführt werden. Am 28. Juli 2008 wurde der Betrieb von dem polnischen Hersteller von Hydraulikpressen Hydrapress SA übernommen und in Heilbronn Pressen GmbH umbenannt. Im September 2009 musste erneut Insolvenz angemeldet werden. Anfang 2010 wurde die polnische Aktiengesellschaft Makrum neuer Eigentümer. Dennoch wurde am 1. September 2010 erneut ein Insolvenzverfahren eröffnet, welches das Ende dieses Unternehmens bedeutete, im Februar 2021 wurde das Unternehmen aus dem Handelsregister gelöscht.